# Österlandet (vid Gyltö, Korpo)
För andra betydelser, se Österlandet (olika betydelser).
Österlandet är en ö i Finland. Den ligger i Skärgårdshavet och väster om Gyltö i kommunen Pargas i landskapet Egentliga Finland, i den sydvästra delen av landet. Ön ligger omkring 60 kilometer sydväst om Åbo och omkring 200 kilometer väster om Helsingfors.
Öns area är 3,7 hektar och dess största längd är 440 meter i nord-sydlig riktning. Närmaste större samhälle är Korpo, 9,5 km nordost om Österlandet.